# Alexandr Skvorcov mladší
Alexandr Alexandrovič Skvorcov mladší (rusky Александр Александрович Скворцов, мл., * 1966) je bývalý ruský letec a kosmonaut, člen oddílu kosmonautů CPK, 510. člověk ve vesmíru. V dubnu 2010 se na šest měsíců vypravil kosmickou lodí Sojuz TMA-18 na Mezinárodní vesmírnou stanici (ISS) jako palubní inženýr Expedice 23 a velitel Expedice 24. V březnu – září 2014 na ISS pracoval podruhé, v Expedici 39/40. Potřetí se vypravil na ISS v červenci 2019 jako člen Expedice 60/61 se Sojuzem MS-13.

## Život

### Mládí a vojenská kariéra
Alexandr Alexandrovič Skvorcov mladší (* 6. května 1966 v Ščolkovu, Moskevská oblast, RSFSR, SSSR) je synem kosmonauta Alexandra Alexandroviče Skvorcova staršího. Skvorcov starší sloužil v oddílu kosmonautů CPK v letech 1965–1968, do vesmíru se ale nedostal. Jeho syn se po střední škole přihlásil na vojenskou leteckou školu ve Stavropolu (Ставропольское военное авиационное училище летчиков и штурманов им. маршала авиации В.А.Судца), v roce 1987 ji s úspěchem dokončil. Poté sloužil v sovětském s ruském letectvu, létal na letadlech L-39 a MiG-23 různých verzí. Celkový nálet má kolem 950 hodin. Roku 1997 absolvoval leteckou fakultu Vojenské akademie protivzdušné obrany ve Tveru (Военная академия ПВО им. маршала Г.К.Жукова).

### Kosmonaut

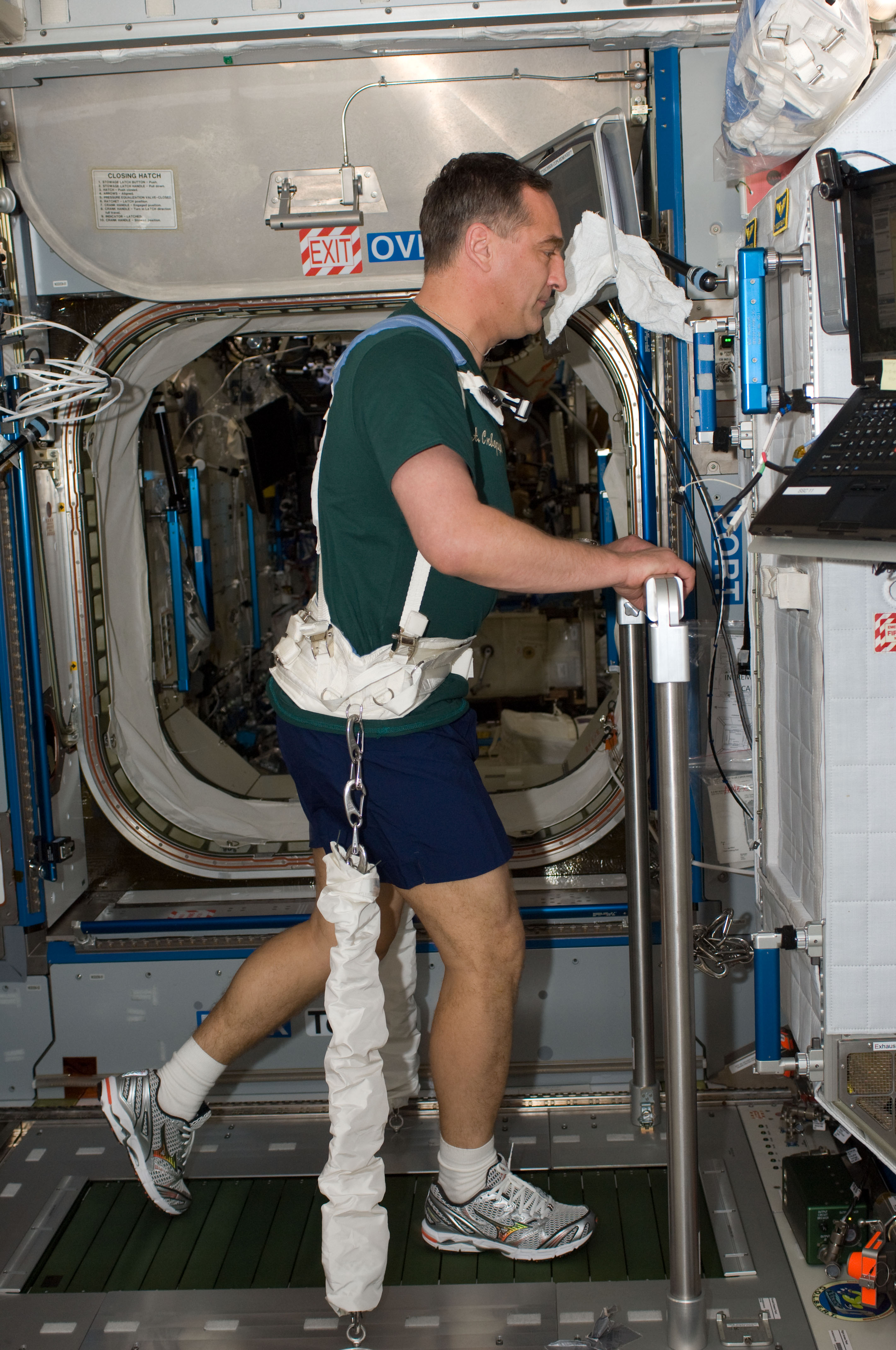
Alexandr Skvorcov cvičí v modulu Harmony, 12. dubna 2010

Ještě během studia se přihlásil k kosmonautickému výcviku, prošel lékařskými prohlídkami a 28. července 1997 byl Státní meziresortní komisí doporučen k zařazení do oddílu kosmonautů CPK. Do oddílu byl začleněn na pozici kandidáta na kosmonauta už 20. června 1997, ihned po skončení akademie. Absolvoval dvouletou všeobecnou kosmickou přípravu a 1. prosince 1999 získal kvalifikaci zkušební kosmonaut.
V srpnu 2007 byl jmenován členem záložní posádky Expedice 21 (odstartovala v září 2009). V červenci 2008 byl jmenován do hlavní posádky Expedice 24 s předpokládaným startem v květnu 2010. V září 2008 bylo toto určení oficiálně potvrzeno Roskosmosem. V dubnu 2009 byl přeřazen do hlavní posádky Expedice 23 a následné Expedice 24 se startem v Sojuzu TMA-18 v dubnu 2010.
Na svoji první kosmickou výpravu odstartoval z kosmodromu Bajkonur v Sojuzu TMA-18 jako velitel lodi společně s Michailem Kornijenkem a Tracy Caldwellovou dne 2. dubna 2010 v 04:04 UTC. Po půlročním působení na ISS se vrátil na Zemi. Loď Sojuz TMA-18 se Skvorcovem, Caldwellovou a Kornijenkem úspěšně přistála 25. září 2010 v 05:23 UTC v kazašské stepi 35 km jihovýchodně od města Arkalyk.
V souvislosti s reorganizací Střediska přípravy kosmonautů a jeho přechodem z podřízenosti vojenského letectva k Roskosmosu odešel v létě 2012 z armády.
Již předešly rok, v létě 2011, byl zařazen do záložní posádky Expedice 37/38 (se startem v září 2013) a hlavní posádky Expedice 39/38. K ISS odstartoval 25. března 2014 ve funkci velitele lodi Sojuz TMA-12M, společně s Olegem Artěmjevem a Američanem Stevenem Swansonem. Kvůli problémům s orientačním systémem lodi se plánovaný šestihodinový let ke stanici protáhl na dva dny. Na ISS pracoval jako palubní inženýr devětatřicáté a (od května 2014) čtyřicáté expedice. Během letu dvakrát vystoupil do vesmíru. Dne 11. září 2014 se Skvorcov, Artěmjev a Swanson vrátili v pořádku na Zem.
Od roku 2016 se opět připravoval na další misi, zprvu měl být velitelem Sojuz MS-06 (start v září 2017), později v Sojuz MS-07. na jaře 2017 se však zranil při sportu a z posádky vypadl. V listopadu 2017 se stal náhradníkem velitele Sojuzu MS-11 (start v prosinci 2018), poté náhradníkem velitele Sojuzu MS-12 (start v březnu 2019) a konečně velitele Sojuzu MS-13. V Sojuzu MS-13 vzlétl do vesmíru, společně s Lucou Parmitano a Andrewem Morganem 20. července 2019. Po šestihodinovém letu se loď spojila s ISS a kosmonauti přešli na stanici, kde pracovali v rámci Expedice 60/61.
Působení v oddílu kosmonautů Skvorcov ukončil koncem dubna 2022.

### Osobní život
Alexandr Skvorcov je ženatý, má dceru.

## Vyznamenání
- Hrdina Ruské federace (12. dubna 2011),[1]
- Letec-kosmonaut Ruské federace (12. dubna 2011),[1]
- Řád Za zásluhy o vlast IV. třídy (15. února 2016).[1]